# Poitou
Poitou (en poitevino: Poetou) fue una provincia francesa que existió entre los siglos XV y XVIII y que comprendía los actuales departamentos de Vandea (Bajo Poitou), Deux-Sèvres y Vienne (Alto Poitou), así como el norte del de Charente y una parte del oeste de Alto Vienne, cuya capital era Poitiers.
Dio su nombre a la marisma poitevina, una zona de pantanos ubicada en el desaparecido golfo de los Pictones, en la costa occidental de Francia, la segunda zona húmeda más grande de Francia después de la Camarga; la marisma se extiende desde el Atlántico hasta las puertas de Niort y del sur de Vendée, al norte de La Rochelle.
Muchos de los acadianos que se establecieron en 1604 en el Nuevo Mundo, en lo que ahora es Nueva Escocia, y luego en Nueva Brunswick, procedían de la región de Poitou, entre otras regiones del oeste de Francia. Después de la deportación de los acadianos por los británicos en 1755, gran parte de estos refugiados emigraron en 1785 a Quebec y a Luisiana.  En este último estado, se les conoce como Cajunes.
Actualmente es una región rica en monumentos históricos, sobre todo en construcciones románicas.

## Geografía

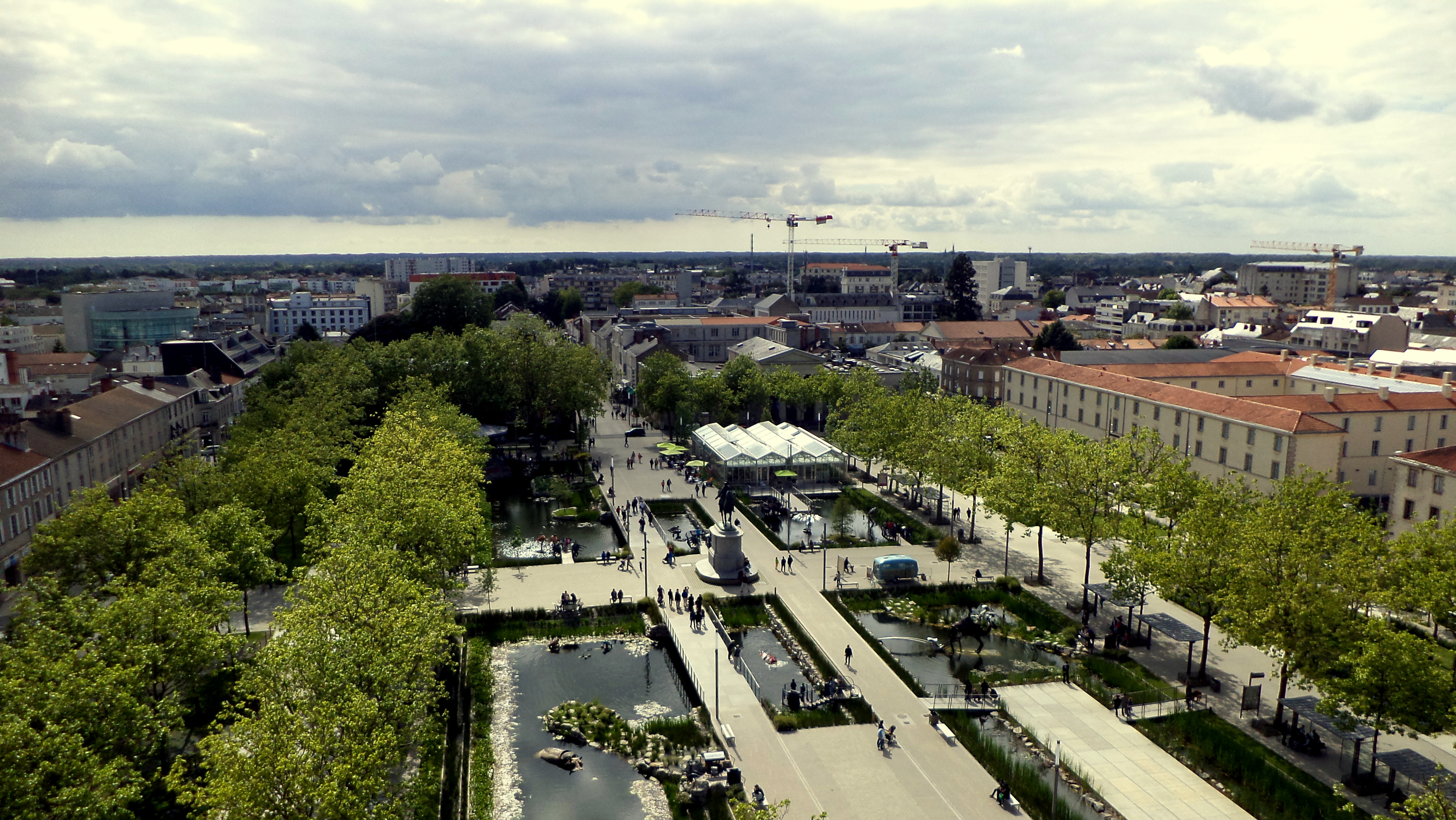
La Roche-sur-Yon, una de las villas principales del Poitou histórico.

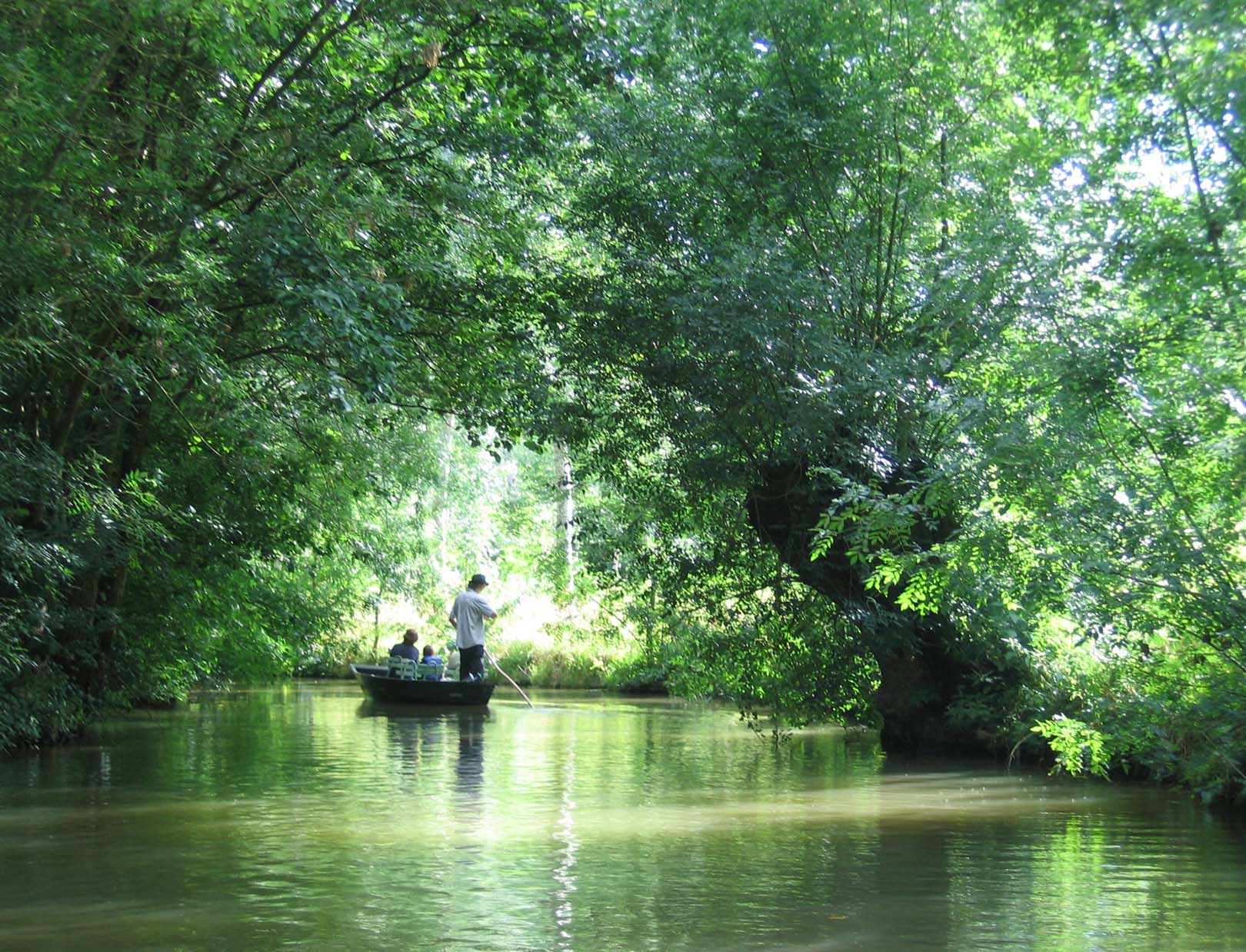
Marais poitevin.

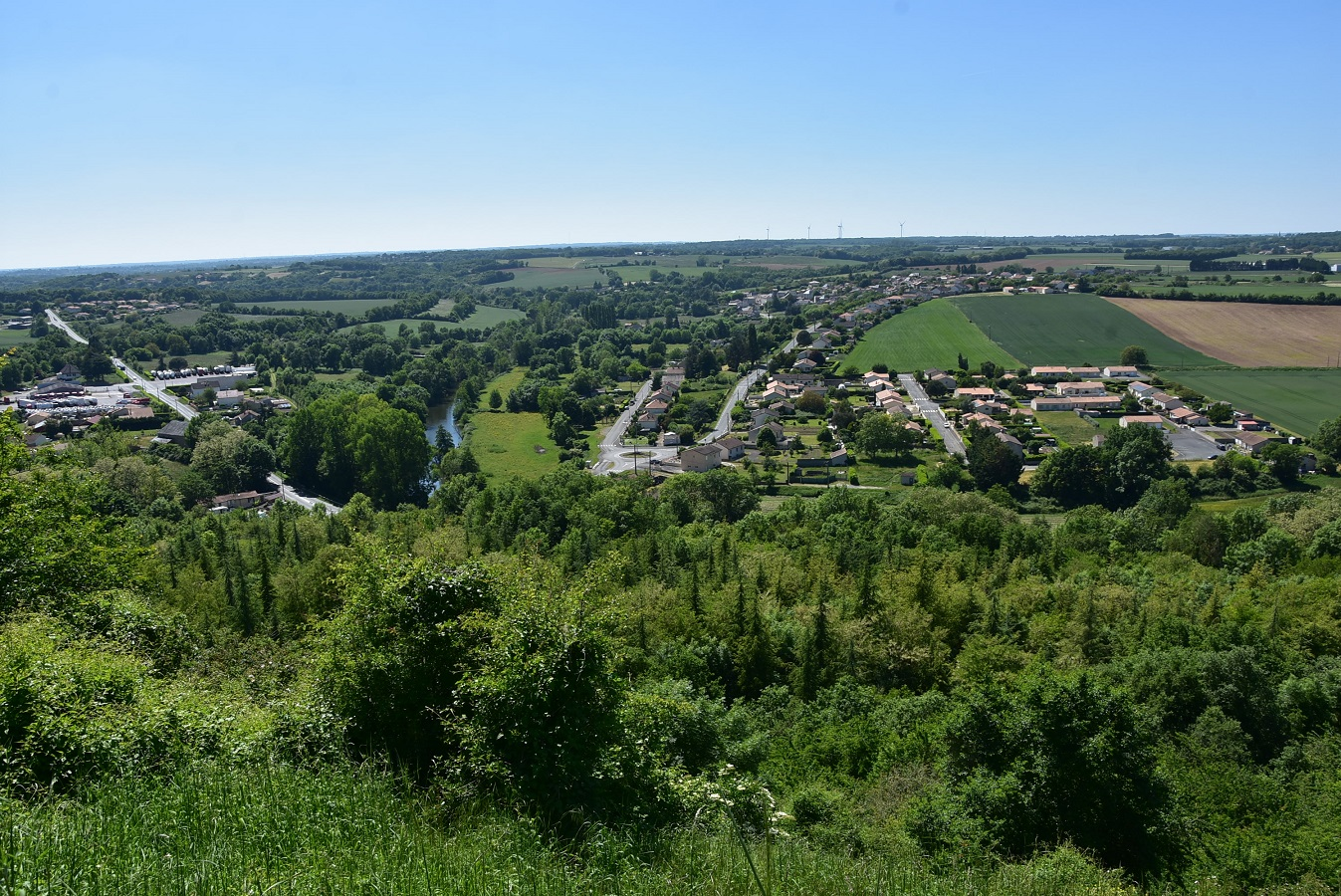
Llanura de Poitou vista hacia el oeste, Vendée y el océano Atlántico.

El Poitou es compartido entre diferentes formaciones geológicas que le dan diferentes relieves. Al oeste (Baja Poitou o Vendée) y en el sureste, se encuentran los macizos antiguos, de relieve muy erosionado, con colinas de tierras frías y silíceas: son las comarcas (pays) de bocage (setos). En el centro, la meseta calcárea de Poitiers, casi plana, desciende del seuil du Poitou hacia el valle del Loira, pasando por el Châtelleraudais, variando entre una altitud de 150 a 100 m.
El Poitou es una zona de transición antigua entre la cuenca parisina y la cuenca de Aquitania: de lengua de oc en del siglo XI, ahora es de lengua de oïl con la excepción de seis comunas limítrofes de la Haute-Vienne; también se encuentra en el límite de las áreas de cobertura tradicionales (pizarra, al norte, teja árabe, al sur), así como de los nombres de los pueblos: en «-ay», «-y» (casi toda el área) y en «-ac» (pequeña área al sur).
Las principales ciudades del Poitou son  Poitiers  (capital tradicional de Poitou),  Niort, La Roche-sur-Yon, Châtellerault  (durante mucho tiempo el bastión de los reyes de Francia en Poitou), Fontenay-le-Comte, Thouars, Parthenay, Luçon, etc.